# Amanita smithiana
Amanita smithiana (рус. Мухомор Смита) — гриб семейства мухоморовые (Amanitaceae). Включён в подрод Lepidella рода Amanita. Смертельно ядовит, содержит токсины, парализующие печень.

## Биологическое описание
Шляпка 5—17 см в диаметре, полушаровидной, затем выпуклой и плоско-выпуклой формы, с белой или кремовой поверхностью, покрытой неправильными хлопьевидными бородавками — остатками общего покрывала.
Мякоть белого цвета, у старых грибов с довольно сильным неприятным запахом.
Гименофор пластинчатый, пластинки свободные или узко-приросшие, часто расположенные, беловатого цвета, при повреждении медленно буреющие.
Ножка 6—18 см длиной и 1—3,5 см толщиной, беловатая, с хлопьевидным кольцом в верхней части и бородавчатыми остатками покрывала в нижней части, с глубоко уходящим в землю узким основанием.
Споровый порошок белого цвета. Споры 6,5—16×4,5—11 мкм, амилоидные, обычно почти эллиптической формы.

## Экология и ареал
Amanita smithiana произрастает в смешанных и хвойных лесах северо-запада Северной Америки, образует микоризу с псевдотсугой, тсугой, елью, лиственницей, сосной, а также дубом и ольхой.

## Сходные виды
- Amanita solitaria (Bull.) Fr., 1836